# 刘进 (导演)
刘进，中国导演，曾执导电视剧《悬崖》、《一仆二主》、《美好生活》、《白鹿原》、《理想之城》等多部作品。曾凭借电视剧《白鹿原》取得第24届上海电视节白玉兰最佳中国电视剧奖、最佳导演奖。